# Threticus balkaneoalpinus
Threticus balkaneoalpinus är en tvåvingeart som beskrevs av Krek 1971. Threticus balkaneoalpinus ingår i släktet Threticus och familjen fjärilsmyggor. Inga underarter finns listade i Catalogue of Life.